# Scinax blairi
Scinax blairi é uma espécie de anfíbio da família Hylidae. Pode ser encontrada na Colômbia e possivelmente no Brasil.